# Librería Ross
La Librería Ross es un comercio (Librería Ross de Arnoldo Ross) y bastión de las letras, en Rosario, Argentina, fundado por Arnoldo Ross en 1937.

## Historia
En 1937, Arnoldo Ross, con sólo 23 años, analizó que Rosario –con alto porcentaje de ciudadanos extranjeros de habla inglesa, francesa e italiana– no contaba con comercios que vendieran revistas u otras publicaciones en esos idiomas. Por esa época los vendedores y kioscos callejeros sólo vendían publicaciones nacionales.
En 1959 se trasladó, en la misma calle, al 1338, multiplicando su stock de libros de la más diversa índole, abarcando todos los textos de estudio y técnicos e inaugurando una Galería de Arte que estaba abierta al público –al igual que la librería– hasta las 24, realizando exposiciones de los más celebrados pintores argentinos y figuras extranjeras sucediéndose permanentemente peñas y encuentros con destacadas personalidades de la bohemia rosarina.
En 1971, sufrió un gravísimo incendio, y volvió a trasladarse –siempre en la misma calle– a Córdoba 1347, a un amplio local con dos plantas para la venta de libros, un tercer nivel con salas donde se realizan eventos de índole cultural, presentación de libros, conferencias y diversas manifestaciones artísticas y un extenso depósito.
En Rosario existe la Fundación Arnoldo Ross y una Biblioteca Popular en homenaje a Arnoldo Ross, que lleva su nombre.
En 2014 la familia Ross, mediante un acuerdo comercial, traspasa la gerencia de la librería a la también antigua Librería Cúspide.